# Champagne Delamotte
Pour les articles homonymes, voir Delamotte.
 (novembre 2019).
Si vous disposez d'ouvrages ou d'articles de référence ou si vous connaissez des sites web de qualité traitant du thème abordé ici, merci de compléter l'article en donnant les références utiles à sa vérifiabilité et en les liant à la section « Notes et références ».
La Maison Delamotte est la cinquième plus ancienne maison de champagne. Elle fut fondée à Reims en 1760 par François Delamotte, propriétaire des vignes. Cette Maison de Champagne est installée depuis le XVIIIe siècle dans une demeure qui réunit ses celliers, caves et bureaux.

## Histoire

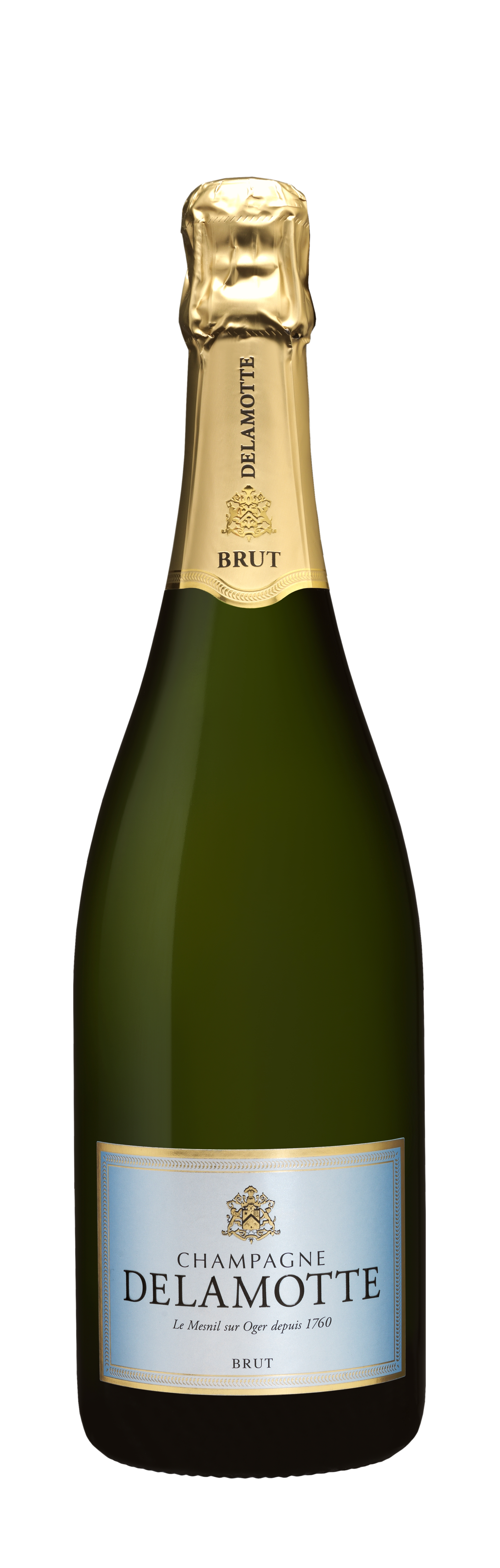
Bouteille de Champagne Delamotte

Elle est reprise par Alexandre puis, en 1828, par son frère Nicolas Louis Delamotte, connu sous le nom de chevalier Delamotte Barrachin, ancien chevalier de Malte et président de la Chambre de Commerce de Reims à l’époque du sacre de Charles X, pour lequel il organisera d'époustouflantes festivités.
La Maison est reprise par la Maison Lanson. Née Lanson, Marie-Louise de Nonancourt hérite pendant l'entre-deux-guerres de la Maison Delamotte. Charles de Nonancourt prend la direction de la Maison de 1948 à 1988, appliquant deux règles d'or : une qualité constante grâce à une production limitée, et jamais moins de trois récoltes vieillissant en cave.
En 1988, le frère aîné de Charles, Bernard de Nonancourt, rachète le Champagne Delamotte et intègre la Maison dans le groupe Laurent-Perrier. En 1988 également, le Champagne Delamotte voit associer ses destinées à celles du prestigieux Champagne Salon, au sein de la maison-mère Laurent-Perrier, le plus grand groupe indépendant de Champagne. Aujourd’hui et depuis 1997, Champagne Delamotte, maison-sœur du Champagne Salon, est dirigée, comme elle, par Didier Depond.

### Présidence de Didier Depond
Didier Depond est né à Tours, en 1964, dans une famille de viticulteurs de la Vallée de la Loire. Il entre chez Laurent-Perrier en 1986 après des études de commerce. Il y rencontre Bernard de Nonancourt et assure pendant quatre années les ventes en région parisienne. Il est ensuite nommé responsable de Laurent-Perrier Diffusion et, en 1994, responsable du marketing opérationnel pour l'ensemble des champagnes, vins et spiritueux distribués par Laurent-Perrier. Il est nommé président de Champagne Delamotte et Champagne Salon en novembre 1997.

## Entreprise
L'équipe se compose d'une dizaine de personnes, pour environ sept cent cinquante mille bouteilles commercialisées tous les ans. La vinification se fait sous la responsabilité de Michel Fauconnet, Chef de Caves et Directeur de la production du groupe Laurent-Perrier depuis 2004.
L’approvisionnement en chardonnay provient du Mesnil-sur-Oger, avec un apport d’Avize, d’Oger et de Cramant notamment. Les pinots noirs de la Montagne de Reims (Bouzy, Albonnay, Tours-sur-marne) entrent également dans la composition du Delamotte Brut et de du Delamotte Rosé.

## Production
Quatre cuvées sont produites : 
- Champagne Brut, composé d'environ 55 % de chardonnay, 35 % de pinot noir, et 10 % de pinot meunier,
- Champagne Brut Blanc de blancs, 100 % Chardonnay de la Côte des Blancs.
- Champagne Brut Blanc de blancs millésimé,
- Champagne Brut Rosé, assemblage de pinot noir et de chardonnay.